# 神盾局特工 (第一季)
《神盾局特工》第一季（英語：Agents of S.H.I.E.L.D. Season 1）在2013年9月24日至2014年5月13日間於ABC首播，是根據漫威漫畫中的组织神盾局（國土戰略防禦攻擊與後勤保障局）改編，故事圍繞在探員菲爾·考森（克拉克·格雷格飾演）與其團隊的故事，由喬斯·溫登、傑德·溫登與茉莉莎·譚雀羅蘭開創。

## 演員

### 主要演員
- 克拉克·格雷格 飾演 菲爾·考森
- 溫明娜 飾演 梅琳達·梅
- 布雷特·達爾頓 飾演 葛蘭特·沃德
- 汪可盈 飾演 絲凱
- 伊恩·德·卡斯泰克 飾演 “里奧”波德·費茲
- 伊麗莎白·韓斯翠奇 飾演 潔瑪·西蒙斯

### 常設演員
- 比爾·派斯頓 飾演 約翰·蓋瑞特／千里眼
- 莎佛朗·布洛斯 飾演 维多莉亞·漢德（英语：Victoria Hand）
- J·奧格斯特·理查德（英语：J. August Richards） 飾演 麥克·彼德森／死亡戰士
- B·J·布利特（英语：B.J. Britt） 飾演 安東尼·崔普雷特
- 露絲·奈嘉 飾演 蕾娜
- 大衛·康瑞德 飾演 伊恩·奎恩
- 亞卓安·帕斯達（英语：Adrian Pasdar） 飾演 葛倫·塔伯特（英语：Glenn Talbot）
- 帕頓·奧斯瓦爾特 飾演 艾瑞克與比利·柯尼吉
- 泰塔斯·威利弗 飾演 費利斯·布萊克
- 克莉斯汀·亞當斯（英语：Christine Adams (actress)） 飾演 安妮·威佛

### 客串演員
- 山謬·傑克森 飾演 尼克·福瑞
- 凱爾·麥克拉克倫 飾演 凱文·澤博
- 寇碧·史莫德斯 飾演 瑪莉亞·希爾
- 潔米·亞歴山大 飾演 希芙
- 伊恩·哈特 飾演 富蘭克林·霍爾
- 彼得·麥克尼可 飾演 艾利葉·藍道夫
- 布萊德·道里夫 飾演 湯瑪士·納許
- 艾美·艾克 飾演 奧黛莉·納森
- 周采芹 飾演 梅蓮
- 艾琳娜·莎婷 飾演 蘿蕾萊（英语：Lorelei (Asgardian)）
- 迪倫·明尼特 飾演 唐尼·吉爾（英语：Blizzard (comics)）
- 派屈克·布倫南 飾演 馬庫斯·丹尼爾（英语：Blackout (comics)）
- 麥西米利安·奧辛斯基 飾演 戴維斯

## 集數
| 總集數 | 集數 （季） | 標題                                        | 導演          | 編劇                                        | 首播日期       | 美國收視人數 （百萬） |
| --- | ----------- | ------------------------------------------- | ------------- | ------------------------------------------- | -------------- | --------------------- |
| 1 | 1           | 試播集 Pilot                                | 喬斯·溫登     | 喬斯·溫登 ＆ 傑德·溫登 ＆ 茉莉莎·譚雀羅安   | 2013年9月24日  | 12.12                 |
| 紐約戰役平息後，復仇者聯盟等等英雄們開始被世界所知，神盾局開始應對世界各地陷入的「超級英雄狂潮」。在戰爭期間陣亡的資深特工菲爾·考森突然“死而復生”重返神盾局，在尼克·福瑞局長的受令下組建一個「機動小隊」，從神盾局中千挑萬選出數名精英，偵辦世界各地發生的外星事件。組員包括擔任間諜多年的資深特工葛蘭特·沃德、精通武藝同時亦是飛行員的華裔女特工梅琳達·梅、天才工程師里奧·費茲和天才生化學家潔瑪·西蒙斯；全員搭上專用飛機「巴士」偵辦第一項任務，負責追尋神秘男子麥克·彼得森，其靠身體上安裝的以絕境病毒為基礎的「蜈蚣技術」（Project Centipede）獲得強大力量。一位來自駭客組織「漲潮」（Rising Tide）的女駭客絲凱看不慣神盾局的作風，便與考森一行共同競爭找尋彼得森，但兩方當時都未知彼得森身上的技術還未完善，即將產生高溫爆炸。絲凱行動過程中被沃德和考森逮捕回去問話，打算利用她將彼得森引出來。這時，彼得森體內病毒高溫開始不穩定，打算帶著兒子遠走高飛且抓走絲凱以清除自己的身份記錄。考森等人追他們至中心車站，盡全力勸降彼得森時，沃德擊發的麻醉子彈才將彼得森制伏避免爆炸。彼得森由神盾局送醫觀察，絲凱安頓好麥克的兒子後，受考森推薦而加入他的小隊作為顧問。 |             |                                             |               |                                             |                |                       |
| 2 | 2           | 0-8-4                                       | 大衛·史崔登   | 茉莉莎·譚雀羅安 ＆ 傑德·溫登 ＆ 傑佛瑞·貝爾 | 2013年10月1日  | 8.66                  |
| 考森小隊開始進行他們的第二個任務，抵达秘魯的一座古代遺跡調查一個「0-8-4」：未知屬性外來物品的代號。到達後，小組發現目標儀器是一個來自於二戰時九頭蛇用宇宙魔方能量所製造的激光發射器。此時秘魯軍方到場，考森相遇自己以前的一個軍方同事卡蜜拉·雷耶斯，並且在本地武裝份子攻擊此地時將她和軍隊帶上巴士。但不久，雷耶斯與手下人背叛考森等人挾持整架飛機，企圖將發射器帶回給秘魯軍方來借此打敗反政府本地武裝份子。就在考森獨自被挾持在巴士二樓時，被關在飛機艙門旁的沃德等人開始決定互相合作，啟動激光發射器將飛機轟出一個洞。考森等人在同一時間反撲，擊敗雷耶斯等人後成功將飛機降落在神盾局「彈弓基地」。雷耶斯被逮捕，神盾局回收激光發射器，用遠程火箭將目標儀器送至太陽銷毀。與此同時，絲凱收到漲潮組織所發送的郵件，回覆他們來表示自己還是忠於組織。在飛機嚴重損毀下，尼克·福瑞出面訓斥考森，並提醒他最好要提防絲凱。 |             |                                             |               |                                             |                |                       |
| 3 | 3           | 資產 The Asset                              | 莫藍·雪勒夫   | 傑德·溫登 ＆ 茉莉莎·譚雀羅安                | 2013年10月8日  | 7.87                  |
| 身為神盾局重要「資產」的物理學家富蘭克林·霍爾突然遭綁架，主謀是奎恩全球企業的總裁伊恩·奎恩，奎恩將霍爾綁架後命令他著手完成自己投資的「重力鎓」，以改變地球的重力來爭霸世界。考森等人負責偵辦此案而前往奎恩在馬爾他的別墅時，絲凱自告奮勇、喬裝打扮進行她的首個滲透任務，進入別墅派對時解開保全系統。奎恩在不久後發現絲凱不對頭而帶著手下與她對峙，而絲凱由於跟沃德學過幾招而輕易逃脫，但在逼到死路下還是被沃德搭救。考森在找到霍爾時卻發現他打算自行銷毀重力鎓的真正目的，在得知儀器一旦毀滅將會害死數千人之下，考森於是決定往底下玻璃開一槍，讓霍爾掉進自己的大型重力鎓裏才讓機器穩定。事情平息後，考森獨自下令將回收的重力鎓，封存至神盾局負責封存危險物品的「冰箱總部」之最底層，為了保證無人能找到它而清除所有相關的記錄。而不為人知的是，霍爾當時依然存活，僅被困在重力鎓之中無法脫身…… |             |                                             |               |                                             |                |                       |
| 4 | 4           | 透視眼 Eye Spy                              | 蘿可珊·道森   | 傑佛瑞·貝爾                                 | 2013年10月15日 | 7.85                  |
| 一場發生在高度防範以及黑暗地鐵中的鑽石盜竊案，讓考森小隊追蹤到連續偷盜高度戒備財物的神秘女賊，考森發現她的身份為自己多年前在任務中失蹤的學生阿姬菈·阿馬多爾。隊伍追蹤阿姬菈到白俄羅斯時，當梅在夜間親自去與熟睡中的阿姬菈對峙時，阿姬菈才說出自己偷盜鑽石其實是別無選擇，最後被梅擊敗後被帶回巴士審問。考森一問，阿姬菈才說出自己在幾年前的任務時弄瞎一隻眼，之後被一群不明人士安上一顆帶有小型機械炸彈的「電子眼珠」，由一個她的監管人來監視她的一舉一動、分配任務。於是，費茲和潔瑪共同截斷阿姬菈电子眼珠的訊號、將訊號視線轉移至沃德的眼鏡上，沃德則是與絲凱合作來完成阿姬菈的任務、剛好來為負責切除阿姬菈電子眼珠的費茲和潔瑪爭取時間。沃德與絲凱跟隨指令來到一座倉庫的地下辦公室中，拍下黑板上的一個充滿形狀和符號的「神秘圖文」，而費茲和潔瑪也在同一時刻成功切除阿姬菈的電子眼珠。同時，考森跟隨信號來源抓到阿姬菈的監管人，卻親眼目睹他因自身植入的同樣眼珠被引爆之下當場死亡。阿姬菈因此獲得解脫，接受神盾局管制而離開，但她在離開前警告一下梅，關於考森的不尋常之處。 |             |                                             |               |                                             |                |                       |
| 5 | 5           | 花裙女子 Girl in the Flower Dress           | 傑西·鮑奇克   | 布蘭特·佛烈契                               | 2013年10月22日 | 7.39                  |
| 一名來自中國香港的能夠自由控制火焰的魔術師陳浩然，一天晚上突然被一個穿著花裙的女子蕾娜抓走，蕾娜介紹自己身為蜈蚣組織的招收員，命令組織科學家用絕境病毒讓陳浩然獲得強大力量後，移除他的血小板來作為蜈蚣科技的進一步實驗。當考森等人負責尋獲陳浩然時，絲凱卻擅自脫隊去見自己在漲潮組織中的一個男友，並且基於他知道關於陳浩然的位置與資料而假裝陪他睡覺，卻被梅發現而遭到考森等人的強大質疑。在查看絲凱獲得的資料下，考森等人進攻了蜈蚣組織的科學基地，救出陳浩然後卻發現他已經陷入瘋狂，於是在別無選擇下激發他身體中的絕境病毒而讓他自爆身亡。之後，絲凱在遭受同組人員的排擠時，向考森坦誠她加入漲潮組織一直以來都是為了尋找自己失散多年的親生父母，考森決定幫助她時，也給絲凱戴上一個能夠阻止登陸任何電腦的電子手鐲。與此同時，蕾娜來到監獄會見蜈蚣組織的一個高層人員艾迪森·坡，希望讓他將此次獲得的實驗結果彙報給「千里眼」。 |             |                                             |               |                                             |                |                       |
| 6 | 6           | 靜電 FZZT                                   | 文森·米斯亞諾 | 保羅·賽貝薛斯基                             | 2013年11月5日  | 7.15                  |
| 多名消防員被神秘靜電殺死，屍體全部是懸浮在半空。考森和團隊奉命追查這件神秘現象時，起初以為是某種武器所致，後來發現死者都是曾經在紐約戰役時擔任過救援人員。當小隊找到最後一個仍然存活的消防隊員時，發現他們的病因都源於戰爭時遺留下來的一個「齊塔瑞頭盔」，並發現隊員因為感染時間太久而迴天乏術，於是只能走出去讓他赴死。當考森等人負責將頭盔送至神盾局「沙箱總部」時，潔瑪由於跟一具消防員屍體有過靜電接觸而一同受感染，不僅自身性命遭受威脅，甚至可能會在自身靜電脈衝激發下、將巴士在空中炸個粉碎。潔瑪於是開始與時間賽跑，著手研發靜電的解藥，但時間一分一秒的過去，與費茲一起研發的解藥還是以失敗告終。潔瑪在絕望下不想當害群之馬，於是自行打開飛機艙門一躍而下，卻不知道解藥在時間效果下獲得成功。當費茲阻止無及下，沃德拿降落傘跳出去成功救下潔瑪。在潔瑪生死關頭過去後，梅將自己的擔憂對考森說出，認為沒有人會在心臟被刺穿下而毫無改變，頭盔最後被送到沙箱總部後被神盾局特工費利斯·布萊克回收。 |             |                                             |               |                                             |                |                       |
| 7 | 7           | 中心 The Hub                                | 鮑比·洛斯     | 雷夫·賈金斯 ＆ 蘿倫·雷弗朗                  | 2013年11月12日 | 6.67                  |
| 考森一行人在西伯利亞地下監獄中解救出一名神盾局臥底特工後得到重要情報，飛到神盾局第二大的「中心總部」，會見維多莉亞·漢德等知名資深特工。漢德解析情報後下令組成沃德和費茲兩人小組，負責前去解除一個俄羅斯分離派佔領地區的一個大規模殺傷武器。兩人任務進行時，絲凱覺得這件事有蹺蹊，於是決定和潔瑪合作來入侵神盾局總部的機密檔案，但潔瑪為了幫絲凱建立信號，被迫用麻醉槍擊昏資深特工賈斯伯·西德維爾。絲凱調出八級機密檔案後，赫然發現沃德和費茲兩人的行動根本沒有安排撤離行動；於是試圖去找考森對峙時，考森也剛好調閱資料得知當年將絲凱寄送孤兒院的人，是一個陣亡且未知身份的神盾局女特工。沃德和費茲兩人經歷千辛萬苦來到位於高加索山的分離派基地找到武器，但沃德發現沒有撤離小組後本來打算叫費茲先走，但費茲看在友情的份上決定和他留下完成任務。兩人解除武器後逃到基地外圍時，不但大批人馬包圍，並發現神盾局的空襲將近，所幸由考森等人駕駛巴士及時出現才將兩人救出。之後，考森在絲凱的影響下開始對自己復活的經歷產生質疑，於是打算調出關於大溪地的資料，卻被對方以「無權力調閱」以及福瑞局長之名義的方式拒絕。 |             |                                             |               |                                             |                |                       |
| 8 | 8           | 水井 The Well                               | 強納森·佛萊克 | 莫妮卡·歐烏蘇·布林                          | 2013年11月19日 | 6.89                  |
| 在倫敦格林威治大學廣場上發生另一起外星入侵事件，考森的小隊負責到現場拾走相關殘骸。而一個異教仇視團體找到一個阿斯嘉狂暴戰士在幾千年前遺留在地球上的手杖，並計畫將剩餘斷掉的兩截拼起來，而空手觸摸手杖會讓人得到所向披靡的力量以及無法控制的憤怒。當考森的小隊負責找出手杖的時候，因為無法聯絡到雷神索爾而找上一個古文學教授艾利葉·藍道夫。在跟隨線索取回第二截手杖時，沃德因為空手和手杖接觸而勾起他童年最黑暗的回憶：受哥哥的虐待之下被迫看著自己的弟弟在一口水井中求救並掙扎。因此，沃德受記憶影響而開始變得急躁、咄咄逼人，但眾人也通過行動得知艾利葉·藍道夫是一個生活在地球上幾千年的阿斯嘉勇士。夜晚，眾人跟隨藍道夫來到收藏著第三截手杖的教堂時遭到異教徒的攻擊，沃德與梅兩人也被迫接觸整合的手杖打敗所有異教徒；梅表示她每天都被自己的陰影折磨，因此教育沃德要學會接受。任務結束後，沃德一開始本來打算接受絲凱的提議與她交談，但後來還是選擇走進梅的房間。註：本集發生時間位於電影《雷神2：黑暗世界》劇情之後。 |             |                                             |               |                                             |                |                       |
| 9 | 9           | 修補 Repairs                                | 比利·吉爾哈特 | 傑德·溫登 ＆ 茉莉莎·譚雀羅安                | 2013年11月26日 | 9.69                  |
| 一間工廠的實驗室發生爆炸，造成四名工廠技術人員身亡，負責工廠安全檢查的女職員漢娜·希金斯因此遭受全小鎮居民攻訐。當神盾局著手調查時，突然發現漢娜在爆炸發生後突然擁有隔空移物的異能力，因此受令將她收押移送至基地看護，絲凱因為對她產生同情而打算接近她，卻被梅以冰冷態度拒絕。費茲和潔瑪突然臨時起意打算給同仁製造一些惡作劇，而潔瑪在查看表圖愕然發現工廠內部爆炸的一瞬間，開啟一道通往一個疑似“外星世界”的傳送門。此時，一個拿著扳手、具有瞬間移動能力的神秘男子現身，破壞電線將飛機迫降後還毀掉通訊系統。眾人發現神秘人的身份為工廠技術員托拜斯·福特，推斷他一開始企圖製造一小點安全隱患，僅僅只是因為喜歡漢娜而借此機會跟她獨處；不慎引發爆炸後讓他被困在地球和傳送門另一端之間來回穿梭，後來所做的一切只是為了保護漢娜免受外界傷害。之後，梅獨自將漢娜帶走引出托拜斯後將他擊敗，並說服他對漢娜放手，讓托拜斯消失至未知的世界。事情平息後，漢娜受到神盾局的照顧，而絲凱也開始注意到梅的過去，而考森也坦白她是因為一場巴林島任務所留下的陰影而變成這樣，將她帶進隊伍就是為了讓她忘記過去。但之後，梅在費茲睡覺時惡整他，表示她已經開始走出陰影。 |             |                                             |               |                                             |                |                       |
| 10 | 10          | 橋                                          | 荷莉·戴兒     | 雪莉莎·法蘭瑟絲                             | 2013年12月10日 | 6.11                  |
| 蜈蚣組織成員艾迪森·坡被人劫獄而脫逃，考森決定招募被神盾局列為的前蜈蚣組織成員麥克·彼得森，當小隊追查到一個廢棄工廠時遭到大批蜈蚣戰士的攻擊，而好不容易抓到的一個戰士卻被之前相同的電子眼珠引爆致死。當麥克聯絡自己久別的兒子時，卻發現他已經被蜈蚣組織劫為人質，而花裙女子蕾娜再度出現，建議以交易模式來交換麥克回去他們組織。夜晚，在兩方交易的橋上，兩方採取一人換一人，但當麥克的兒子平安獲救時，考森原本負責押送麥克卻中了計，麥克此時才坦白考森才是組織想要的人。最後，考森自願被蕾娜等人抓走，而麥克安頓好兒子後原本打算跑回去救考森，誰知橋上暗中裝設的炸彈一爆，使麥克消失在爆炸之中。目睹一切的考森一詢問後，蕾娜才說自己的雇主「千里眼」打算知道他的“復活經歷”。 |             |                                             |               |                                             |                |                       |
| 11 | 11          | 奇妙之地 The Magical Place                  | 凱文·胡克斯   | 保羅·賽貝薛斯基 ＆ 布蘭特·佛烈契            | 2014年1月7日   | 6.63                  |
| 考森遭挾持過去四十八小時，維多莉亞·漢德開始領導神盾局隊伍，全力搜尋考森以及蜈蚣組織餘黨的蹤跡，但也認為絲凱不可信而將她趕出飛機。為此，絲凱一逃出去就想盡辦法打算用電腦，卻始終都被自己佩戴的電子手鐲封鎖，最後只能假扮、借用梅的身份來脅迫一個企業家幫助她查資料，最後成功查到蜈蚣組織購買的一個舊沙漠小鎮。期間，考森被艾迪森·坡囚禁至沙漠小镇遭受嚴刑拷打，但坡由於一直沒有問出結果，最後被電話另一頭的千里眼處決。換蕾娜上場時，蕾娜利用自己通過千里眼所知道的關於考森私人生活的“私事”、以及自己過於常人的說服力後吊起考森的興趣。於是，考森自願坐上一台蜈蚣組織研發的「腦波挖掘機」，開始慢慢回憶起自己一開始死於心臟刺穿、之後躺在一台修改大腦記憶的機械手術台上一心求死的痛苦回憶。此時，絲凱帶來其餘隊員抓獲蕾娜，漢德領導的隊伍也破獲蜈蚣組織的所有據點，唯獨只有千里眼還逍遙法外。考森獲救後對所有組員們致謝，並親自拿下絲凱的手鐲；但也在這場回憶經歷中大受刺激，回去找自己的主治醫師史崔森，看著他滿臉愧疚地說出實情。此時，被炸斷一條腿的麥克·彼得森從一個房間中醒來，發現自己不僅被嚴重炸傷，甚至被按上一顆電子眼珠。 |             |                                             |               |                                             |                |                       |
| 12 | 12          | 種子 Seeds                                  | 肯尼斯·芬克   | 莫妮卡·歐烏蘇·布林 ＆ 傑德·溫登             | 2014年1月14日  | 6.37                  |
| 神盾局學院的應用科學部門中，發生一起針對風雲學員賽斯·多摩的攻擊事件，作案器具是一個可以瞬間將溫度降至零點的冷凍儀器，費茲和潔瑪發現這是他們倆在學生時代時上交過的提案，於是決定回到母校去調查。當兩人開始為學校作報告時，一名孤僻學員唐尼·吉爾也受到同樣的攻擊，最後還是在小組互相合作下脫險。當沃德、絲凱和潔瑪去學院地下的娛樂鍋爐房喝酒時，費茲開始與唐尼成為朋友，幫助他完成一個全新的動力源。誰知，沃德詢問一個與唐尼和賽斯走的比較近的女學員凱莉·漢尼根後才發現，賽斯和唐尼聯手自導自演攻擊來完成最終設計、順便洗脫罪名。期間，考森與梅來到墨西哥城找到一開始護送嬰兒時的絲凱的神盾局女特工的搭檔理查·朗姆利，問他才得知二十四年前的事情經過，一個村莊被血洗、整個一隊神盾局特工誓死捍衛手中的嬰兒。此時，賽斯和唐尼完成巨大化的冷凍儀器後開始製造風暴來測試，賽斯卻不慎玩火自焚而被突如其來的冰雹砸死。風暴一停，在一旁配合的唐尼則被神盾局送至沙箱總部，但唐尼卻在期間發現自己已經獲得一種靠觸碰來冷卻物體的異能力。之後，考森發現賽斯與唐尼的贊助人竟是伊恩·奎恩，於是打電話提醒他自己開始帶隊抓捕他，但奎恩卻代千里眼向考森問聲好。 |             |                                             |               |                                             |                |                       |
| 13 | 13          | 鐵軌 T.R.A.C.K.S.                           | 保羅·愛德華斯 | 雷夫·賈金斯 ＆ 蘿倫·雷弗朗                  | 2014年2月4日   | 6.62                  |
| 於追捕千里眼的任務同時，考森等人開始從伊恩·奎恩下手，調查得知奎恩即將和一個專門研製高科技肢體的「賽博科技企業」（Cybertek）的代表，於一輛意大利的民用火車上進行某種交易。於是，考森等人決定採用臥底戰術後兵分三路，沃德和梅偽裝成情侶、考森和潔瑪偽裝成父女、以及費茲和絲凱偽裝成乘客，小隊在任務之前和本地警察隊長盧卡·羅素搭達成共識一起合作。但誰知，小隊全員上車後沒多久就遭到賽博科技人馬的伏擊，考森和沃德暴露身份後被迫跳車，兩者中一種麻痹手榴彈而錯過火車後無功而返；獨自在外受拷打的梅發現是羅素出賣他們後一刀殺死他，最後趕回去和考森回合。被孤立在火車上的費茲和絲凱決定跟蹤賽博科技的人，一路跟到奎恩的別墅後對神盾局發信號，絲凱獨自潛入別墅在地下室找到躺在高壓艙裏面的彼得森。奎恩趕到後，給麥克裝上一條標有「死亡戰士計畫」的機械左腿後，對絲凱的腹部連打中兩槍，最後將她留在地下室。考森等人聽了留在火車上的潔瑪的通報後跟到別墅，麥克聽從他的電子眼之指令後，殺光所有賽博科技代表後搶走現金走為上策。全軍覆沒的奎恩被考森等人抓獲，讓他們找到奄奄一息的絲凱，將她送進高壓艙而讓她穩定狀況，之後便爭分奪秒將她送至醫療設施搶救。 |             |                                             |               |                                             |                |                       |
| 14 | 14          | 大溪地 T.A.H.I.T.I.                         | 鮑比·洛斯     | 傑佛瑞·貝爾                                 | 2014年3月4日   | 5.46                  |
| 絲凱被緊急送至位於瑞士的醫療中心穩定狀況，但未來有可能會成為必須靠機器維持生命的植物人，迫使考森決定徹底挖出自己復活的一切內幕，認為如自己能起死回生、便有能力救治絲凱。絲凱轉移至飛機底艙的貨櫃型醫療室後，一行人調查時得知史崔森醫師銷聲匿跡，而資料上為考森進行手術的地點甚至“不存在”。考森的老戰友約翰·蓋瑞特與其搭檔特務安東尼·崔普雷特抵達，與考森一起審問奎恩，得知奎恩一直以來遵從千里眼的指示，包括槍擊絲凱來逼迫考森查明復活真相。費茲與潔瑪最終找到考森的手術地點在神盾局最為隱秘的沙漠地下機構「招待所」（Guest House），考森帶隊與隨行的蓋瑞特進去地底的研究所後，首先遭到兩個衛兵的伏擊，而一個衛兵在死前啟動研究所的自毀系統。考森找到自己動手術的手術室後，費茲找到資料中名為「GH.325」的救治藥物，火速沖上去將藥注射給絲凱，成功將她從生死邊緣救回來。所有人及時撤離到巴士，招待所直接毀於一旦，蓋瑞特和崔普將奎恩押送至冰箱總部。一行人原本慶倖絲凱已經平安，但唯獨只有考森一人依然滿臉震驚。在離開招待所前，考森在藥物儲藏庫中找到的名為「大溪地」的房間，發現救活他自己與絲凱的藥物來源，全部都提煉於一個“藍色皮膚外星人屍體”。 |             |                                             |               |                                             |                |                       |
| 15 | 15          | 聽命 Yes Men                                | 約翰·特拉斯奇 | 雪莉莎·法蘭瑟絲                             | 2014年3月11日  | 5.99                  |
| 一個來自於阿斯嘉的女犯人蘿蕾萊，在黑暗精靈對阿斯嘉的進攻時趁機逃到地球，用自己與生俱來的觸摸操縱心靈的能力，操控沙漠里的一個「地獄犬機車團」打算一統天下。考森等人得到搭彩虹橋穿越至地球的女戰神希芙的幫助，來到沙漠打算捉拿蘿蕾萊時，蘿蕾萊卻操控沃德的心靈而使他屈服於她。當時日漸康復的絲凱則是第一時間開始尋找沃德，但沃德卻搶先奪取巴士的控制權，同時操控費茲而將希芙關在審訊室中。梅與蘿蕾萊對打時，蘿蕾萊向梅說出沃德心中其實另有歸屬，而在底層的潔瑪將費茲制服後將蘿蕾萊騙進審訊室，希芙在第一時間拿出一個堵嘴的項圈而將她的嘴堵起來。在蘿蕾萊超能力失去之下，沃德與費茲雙雙脫離催眠並恢復正常，梅也因此與沃德斷絕戀愛關係。夜晚時，希芙感謝考森等人後將蘿蕾萊帶回阿斯嘉，考森在事情結束後將藥物成份的真相告知絲凱一人，拜託她能隱瞞真相直到福瑞局長向他開口。但他們倆的對話內容卻被駕駛室的梅暗中竊聽到，梅也用一部加密電話通報考森已知道真相的事情。 |             |                                             |               |                                             |                |                       |
| 16 | 16          | 始而復終 End of the Beginning               | 鮑比·洛斯     | 保羅·賽貝薛斯基                             | 2014年4月1日   | 5.71                  |
| 蓋瑞特和崔普抵達神盾局的安全屋時遭到半身機械化的彼得森攻擊，漢德與賈斯伯因此率領神盾局大批部隊加入考森的小隊，開始全力搜捕躲在幕後的千里眼，並開始追蹤一位嫌疑犯湯瑪斯·納許。梅與布萊克一起行動時遭到麥克的攻擊，布萊克也剛好被打至重傷而送去搶救。但因為布萊克對彼得森打出去的追蹤子彈，使神盾局追蹤他至一個廢棄跑馬場。但隊伍進去之前，彼得森通過下水道逃之夭夭，而所有人也在地下室找到身為植物人而坐輪椅的納許。所有人發現納許通過旁面的打字系統來說話，說出一系列挑釁言辭後被憤怒的沃德失控一槍射殺。沃德因為動用私刑而被關進巴士審訊室，但當絲凱和考森一起評估沃德的言行時，突然意識到納許有可能只是一個毫不知情、被抓來演戲的傀儡，並以所有發生過的事情得出驚人的結論：千里眼實為一名神盾局高級幹部，擁有龐大權限而能自由查看所有任務情報和特工資料，對一切了如指掌而讓所有人認為其能夠“通靈”。考森於是開始質疑沃德很可能與千里眼合作射殺納許，但絲凱隨後從費茲口中得知梅在駕駛艙的加密電話，於是命令費茲切斷電話線將她引出。梅發現後來到巴士艙門邊被考森和絲凱聯手抓獲，但此時巴士卻遭到中心總部的遠程操控，而指揮總部的漢德命令飛機上除了考森以外格殺勿論。                                                                                    |             |                                             |               |                                             |                |                       |
| 17 | 17          | 急轉直下 Turn, Turn, Turn                   | 文森·米斯亞諾 | 傑德·溫登 ＆ 茉莉莎·譚雀羅安                | 2014年4月8日   | 5.37                  |
| 巴士全速自動飛往中心總部，梅別無選擇之下供述她一直以來都跟福瑞局長秘密聯繫，彙報考森的一舉一動，最後還坦白自己從頭到尾都知情大溪地內幕。獨自在外駕駛飛機的蓋瑞特當時被兩架神盾局的無人機追著跑，飛到巴士附近被考森等人收留。絲凱發現神盾局的頻率中佈滿亂碼信息，內容為「九頭蛇」呼叫所有忠誠者立即行動的指示。巴士抵達總部而受包圍，梅受考森強求拿電話打給福瑞問清除，卻只聽見對方說「福瑞局長已身亡」。所有人於是將任務積累的所有情報全部存於一個加密硬盤，從底艙撤離後兵分兩路，沃德與絲凱去破壞電力系統，考森一行去營救潔瑪和崔普。身在總部裡的潔瑪從自己在神盾局學院的導師安妮·威佛得知危機發生，漢德帶隊沖進來表示她並不是九頭蛇的人，但強烈懷疑考森是他們一員。另一邊，蓋瑞特執意想直接殺死漢德來為死去同僚報仇，而考森突然從蓋瑞特的言詞中發現一些自己從未透漏的秘密，而蓋瑞特發現自己說漏嘴後露出真面目，表示自己是「千里眼」本尊，並已跟九頭蛇合作多年。絲凱和沃德合作破壞電力下，考森等人開始反擊，最後成功抓獲蓋瑞特。最後，中心總部中為九頭蛇工作的人集體遭收押，沃德自願跟隨漢德押解蓋瑞特至冰箱囚禁。但運送期間，沃德突然間槍殺漢德與她的兩名隨從救出蓋瑞特，表示自己仍然忠於九頭蛇。註：本集發生時間與電影《美國隊長2：酷寒戰士》交叉。 |             |                                             |               |                                             |                |                       |
| 18 | 18          | 天意基地 Providence                         | 莫藍·雪勒夫   | 布蘭特·佛烈契                               | 2014年4月15日  | 5.52                  |
| 四分五裂的神盾局陷入史無前例最大危機，多個總部淪陷，政府部門也派遣美軍趕往中心總部去捉拿餘下特工。考森只能帶領隊伍與隨行的崔普搭乘巴士逃走，並命令絲凱刪除所有人的一切訊息。與此同時，沃德將監獄裏的蕾娜放出來，帶她去見蓋瑞特一起合作，蕾娜雖然發現蓋瑞特跟想像的不同，但還是幫助他來複製從招待所找到的GH藥物。考森通過福瑞留給自己的神盾局證件上提供的座標位置，一路跟到神盾局位於加拿大雪林裏的「天意基地」，見到指揮基地的艾瑞克·柯尼吉，考森從他口中得知福瑞還活著，但也被他下令保密。期間，梅一直打算對自己的行為向考森道歉，但考森不接受，卻從梅口中得知掌管大溪地計畫的人另有其人。此時，沃德與蓋瑞特合作進攻冰箱基地，搶走裏面收藏的所有外星物品與武器，包括沃德之前任務裏碰過的阿斯嘉手杖、激光發射器、以及大型重力鎓；沃德由此發現彈弓基地只是一個幌子。他們臨走前，蓋瑞特釋放所有被神盾局收押的異能者和罪犯。所有人回去後，蕾娜通報說硬盤由於被絲凱加密而無法打開，蓋瑞特於是將沃德打的臉青鼻腫，命令他過去天意基地，在一天之內想辦法讓絲凱破解硬盤。當伊恩·奎恩被一起釋放後，蓋瑞特將大型重力鎓還給他作為禮物。 |             |                                             |               |                                             |                |                       |
| 19 | 19          | 黑暗中的光明 The Only Light in the Darkness | 文森·米斯亞諾 | 莫妮卡·歐烏蘇·布林                          | 2014年4月22日  | 6.04                  |
| 沃德利用傷痛對所有人假造事實後，即使坐在艾瑞克所安排的測謊椅上，還是勉強瞞住自己的臥底身份。當時，考森發現從冰箱總部越獄的犯人中包含馬庫斯·丹尼爾，一個被自己親手抓捕過的暗能量異能者，推測出他接下來會去找“大提琴家”奧黛莉·內森後立刻帶隊去阻止他。當時獨自在外慢跑的奧黛莉被潔瑪等人搭救後，開始敘述自己遇到丹尼爾的經歷，包括說出自己就是考森的舊情人。於是，隊伍打算以奧黛莉作為誘餌而將丹尼爾引出來，並在最後一刻通過對他灌輸能量讓他自爆身亡。考森在最後一刻還是決定對她隱瞞自己還活著的事實，認為只能以此來讓她撫平傷痛並從新開始。在天意基地，梅發現考森早已開始憎恨自己而就此離開眾人，絲凱決定與艾瑞克合作黑進國安局的系統查看冰箱總部的監控錄像時，沃德為了保住身份而徒手殺死艾瑞克，卻因此不慎被絲凱發現他的真實身份。絲凱在五雷轟頂下為了不讓沃德發現，只能乖乖和他一起開動巴士離開基地。之後，梅回到加拿大安大略找到自己的母親，並從她口中問出瑪麗亞·希爾的所在位置。 |             |                                             |               |                                             |                |                       |
| 20 | 20          | 絕非私人 Nothing Personal                   | 比利·吉爾哈特 | 保羅·賽貝薛斯基 ＆ DJ·多爾                  | 2014年4月29日  | 5.95                  |
| 當考森一夥回到基地發現空無一人後，費茲找到絲凱留下的一條「沃德是九頭蛇！」之訊息，而潔瑪也找到艾瑞克的屍體、在檢驗屍體的死因後證實沃德殺死他。突然，瑪麗亞·希爾帶著空軍准將葛倫·塔伯特的軍隊來到基地，希爾原本打算說服考森等人立刻投降，但知道沃德的背叛後才答應幫助他們。絲凱將沃德帶領至自己一開始會面彼得森的餐館時，打算佈下陷阱引來警察來抓捕沃德，誰知最後卻被突圍的沃德以及突然出現的彼得森聯手抓獲。絲凱被抓回巴士後對沃德的背叛行為感到徹底失望，但當沃德打算啟動飛機離開前卻被希爾攔下，而考森也找機會開著自己的專車帶著絲凱逃出巴士。之後，小隊集體撤退至汽車旅館，希爾對眾人告別後回去華盛頓，而梅也在此時回到考森的小隊中，展示她剛剛從考森的“墳墓”中挖出的東西。考森收看裏面的內容後感到極為震驚，裏面的影片裏交代出大溪地計畫的真正負責人其實是考森自己，他在影片中交代大溪地計畫由於到至今都未解開的副作用而必須立即停止運作。註：本集再度與電影《美國隊長2：酷寒戰士》劇情交接，提到部分電影中的人物。 |             |                                             |               |                                             |                |                       |
| 21 | 21          | 社會敗類 Ragtag                             | 蘿可珊·道森   | 傑佛瑞·貝爾                                 | 2014年5月6日   | 5.37                  |
| 1988年，青少年時期的沃德自從在家縱火後被關進少管所，直到他首次遇見蓋瑞特後被他賞識，於是在他的幫助下逃出牢獄。但跟隨他的第一個任務，就是在野外叢林中獨自生存整整半年，讓沃德自己學會生存等技能。年復一年，蓋瑞教導他使用槍械與各種技能、教導他九頭蛇的歷史，並講述自己為九頭蛇工作是因為當年神盾局對自己見死不救，最後讓沃德錄取進神盾局作為臥底。回到今日，考森與梅闖入賽博科技企業，找到關於蓋瑞特的檔案後發現他就是第一代死亡戰士，只是因為零件太過老舊而需要GH藥物才能維持生命。當隊伍來到古巴哈瓦那找到蓋瑞特一夥駐守過的廢棄基地時，費茲與潔瑪來到巴士假裝投降，但暗中按下電磁脈衝而使得蓋瑞特身體中的機器停止。蓋瑞特在瀕臨死亡下命令沃德殺死他們倆，而費茲與潔瑪也剛好躲進一個貨箱中，沃德最後雖然無法對他們下手，但還是選擇忠於蓋瑞特，將他們倆所在的貨箱直接丟入大海裏。別無他法之下，蕾娜為蓋瑞特注射GH藥物，雖然最後成功將他救活，但也讓蓋瑞特產生不由自主地畫起「神秘圖文」的副作用。同時，奎恩號召幾個美國軍方代表，打算將死亡戰士全數賣給他們而動身前往賽博科技總部。 |             |                                             |               |                                             |                |                       |
| 22 | 22          | 終而復始 Beginning of the End               | 大衛·史崔登   | 傑德·溫登 ＆ 茉莉莎·譚雀羅安                | 2014年5月13日  | 5.45                  |
| 蓋瑞特開始被野心沖昏頭腦，不顧奎恩與身邊的人打算一舉奪權。考森帶隊到總部分頭行動，絲凱跑到頂樓搭救被挾持的彼得森的兒子，沃德在跟梅的互鬥中被打碎下巴落敗。當時被困深海的費茲和潔瑪，兩人表達長久以來對彼此的心意後，費茲決定犧牲自己而打破玻璃讓潔瑪逃出去。兩人浮在海面上時，尼克·福瑞開直升機及時將兩人打撈上來。之後，考森獨自一人對抗蓋瑞特，福瑞親自現身在他們面前，而彼得森得知兒子已經得救，動手將蓋瑞特打個半死。考森的隊伍攻下賽博企業總部，沃德被逮捕，彼得森認為自己目前無法面對兒子而打算遠走他鄉贖罪。蕾娜和奎恩帶著重力鎓逃跑不知去向，而死性不改的蓋瑞特爬起來為自己裝入更多機械體後，本以為自己無人能敵，卻大意而被身後的考森拿激光發射器轟成灰燼。福瑞向考森面前解釋所有事情，將他儲存所有神盾局資料的「工具盒」交給考森，將重塑神盾局的使命交託給他後再度銷聲匿跡。獲救的費茲因大腦缺氧而陷入昏迷狀態，潔瑪在平安無事下與眾人團圓，受福瑞走前的指引，眾人首次來到由艾瑞克的雙胞胎弟弟比利掌管的神盾局「操場總部」（Playground）作為新據點。蕾娜到某處會見一位神秘男子，拿出絲凱的照片並稱這是他的“女兒”。考森當時也同樣受GH藥物之副作用影響，會不定期地在牆上刻下與蓋瑞特所刻過一模一樣的神秘圖文……                                            |             |                                             |               |                                             |                |                       |

## 收視
| 總集數 | 集數 | 標題                                           | 播出日期       | 收視／份額 （18–49歲） | 收視 （百萬） | DVR （18–49歲） | DVR收視 （百萬） | 加總 （18–49歲） | 總收視 （百萬） |
| ------ | ---- | ---------------------------------------------- | -------------- | ---------------------- | ------------- | --------------- | ---------------- | ---------------- | --------------- |
| 1      | 1    | 試播集（Pilot）                                | 2013年9月24日  | 4.7/14                 | 12.12         | 2.3             | 4.89             | 7.0              | 17.01           |
| 2      | 2    | 0-8-4                                          | 2013年10月1日  | 3.3/10                 | 8.66          | 2.1             | 4.50             | 5.4              | 13.17           |
| 3      | 3    | 資產（The Asset）                              | 2013年10月8日  | 2.9/9                  | 7.87          | 1.9             | 4.15             | 4.8              | 12.01           |
| 4      | 4    | 透視眼（Eye Spy）                              | 2013年10月15日 | 2.8/8                  | 7.85          | 1.7             | 3.75             | 4.5              | 11.60           |
| 5      | 5    | 花裙女子（Girl in the Flower Dress）           | 2013年10月22日 | 2.7/8                  | 7.39          | 1.7             | 3.76             | 4.4              | 11.16           |
| 6      | 6    | 靜電（FZZT）                                   | 2013年11月5日  | 2.5/7                  | 7.15          | 1.7             | 3.79             | 4.2              | 10.93           |
| 7      | 7    | 中心（The Hub）                                | 2013年11月12日 | 2.2/6                  | 6.67          | 1.6             | 3.46             | 3.8              | 10.13           |
| 8      | 8    | 水井（The Well）                               | 2013年11月19日 | 2.4/7                  | 6.89          | 1.6             | 3.42             | 4.0              | 10.31           |
| 9      | 9    | 修補（Repairs）                                | 2013年11月26日 | 2.6/8                  | 9.69          | 1.3             | 3.06             | 3.9              | 12.75           |
| 10     | 10   | 橋（）                                         | 2013年12月10日 | 2.1/6                  | 6.11          | 1.3             | 3.05             | 3.4              | 9.16            |
| 11     | 11   | 奇妙之地（The Magical Place）                  | 2014年1月7日   | 2.2/6                  | 6.63          | 1.4             | 3.02             | 3.6              | 9.65            |
| 12     | 12   | 種子（Seeds）                                  | 2014年1月14日  | 2.2/6                  | 6.37          | 1.5             | 3.22             | 3.7              | 9.59            |
| 13     | 13   | 鐵軌（T.R.A.C.K.S.）                           | 2014年2月4日   | 2.2/6                  | 6.62          | 1.4             | 3.15             | 3.6              | 9.77            |
| 14     | 14   | 大溪地（T.A.H.I.T.I.）                         | 2014年3月4日   | 1.8/6                  | 5.46          | 1.4             | 3.11             | 3.2              | 8.58            |
| 15     | 15   | 聽命（Yes Men）                                | 2014年3月11日  | 2.1/7                  | 5.99          | 1.4             | 3.08             | 3.5              | 9.07            |
| 16     | 16   | 始而復終（End of the Beginning）               | 2014年4月1日   | 2.0/6                  | 5.71          | 1.4             | 3.16             | 3.4              | 8.88            |
| 17     | 17   | 急轉直下（Turn, Turn, Turn）                   | 2014年4月8日   | 1.9/6                  | 5.37          | 1.5             | 3.46             | 3.4              | 8.83            |
| 18     | 18   | 天意基地（Providence）                         | 2014年4月15日  | 2.1/6                  | 5.52          | 不適用          | 不適用           | 不適用           | 不適用          |
| 19     | 19   | 黑暗中的光明（The Only Light in the Darkness） | 2014年4月22日  | 1.9/6                  | 6.04          | 1.4             | 2.98             | 3.3              | 9.02            |
| 20     | 20   | 絕非私人（Nothing Personal）                   | 2014年4月29日  | 2.1/6                  | 5.95          | 1.2             | 2.89             | 3.3              | 8.84            |
| 21     | 21   | 社會敗類（Ragtag）                             | 2014年5月6日   | 1.9/6                  | 5.37          | 1.3             | 2.95             | 3.2              | 8.32            |
| 22     | 22   | 終而復始（Beginning of the End）               | 2014年5月13日  | 2.0/7                  | 5.45          | 1.3             | 3.13             | 3.3              | 8.58            |
| 平均   | 平均 | 平均                                           | 平均           | 2.4                    | 6.92          | 1.6             | 3.43             | 4.0              | 10.35           |

## 外部連結
- 官方网站（英文）
- 《《神盾局特工》》各集列表 来自互联网电影数据库
- 製作公司官方網站 （页面存档备份，存于）（英文）